# Museu Teyler
El Museu Teyler (en neerlandès, Teylers Museum) és un museu d'art, història natural i ciència de Haarlem (Països Baixos). Fundat el 1778, el Museu Teyler estava pensat originalment per ser un centre de ciència i d'art contemporani. Al centre històric del museu s'hi troba la Sala Ovalada (1784), construïda darrere de la Fundatiehuis, que havia estat la casa de Pieter Teyler van der Hulst (1702–1778). Pieter Teyler fou un ric comerciant de teles i banquer d'ascendència escocesa, mennonita i seguidor de la il·lustració escocesa, que va donar la seva fortuna per a l'avanç de la religió, l'art i la ciència.

## Història

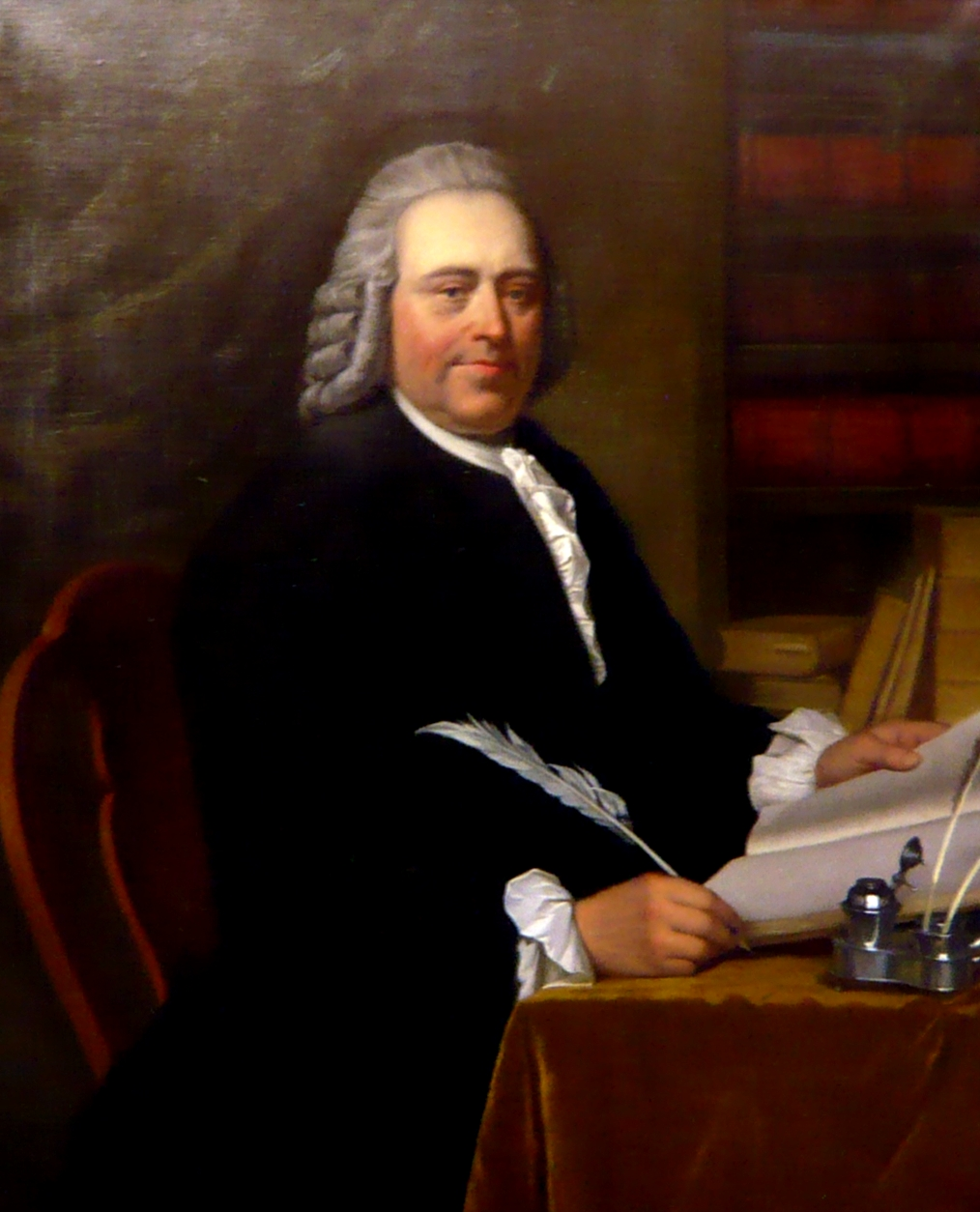
Pieter Teyler van der Hulst, retrat per Wybrand Hendriks

En el seu testament, Pieter Teyler va estipular que la seva col·lecció i part de la seva fortuna s'haurien d'utilitzar per crear una fundació per a promocionar la religió, les ciències i l'art. El llegat Teyler a la ciutat de Haarlem es va dividir en dues societats: la primera, Teylers Eerste Genootschap, va estar destinada a l'estudi de la religió i la segona, Teylers Tweede Genootschap, estava destinada a la física, poesia, història, dibuix i numismàtica.
Els executors de la voluntat de Teyler, els primers directors de la Fundació Teyler, van decidir establir un centre per a l'estudi i l'educació que albergués tot tipus d'objectes, com ara llibres, instruments científics, dibuixos, fòssils (com l'arqueòpterix) i minerals. El concepte es basa en l'ideal revolucionari derivat de la Il·lustració que pretén que tothom pugui descobrir el món de forma independent, sense idees provinents de l'Església o l'Estat. L'exemple que guiava els fundadors del Museu Teyler era el Mouseion de l'antiguitat clàssica, un "temple de les muses de les arts i les ciències" que també pogués servir com a lloc de reunió d'estudiosos i d'exposició de col·leccions.

## Sala Ovalada

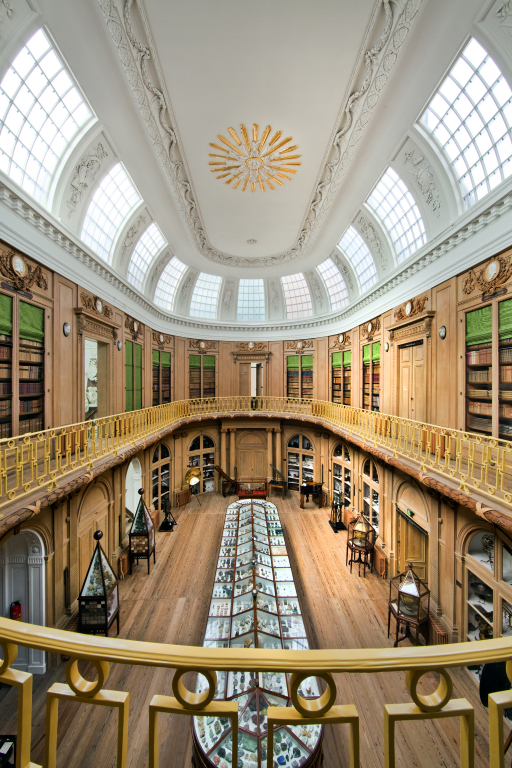
Sala Ovalada (1784) del Museu Teyler

El 1779 Leendert Viervant inicià el disseny d'una "sala d'art i de llibres" darrere de la residència de Teyler. Aquesta sala neoclàssica, el nom de la qual prové de la seva forma, va ser dissenyada per a la investigació i l'estudi. L'habitació és on, probablement, es duien a terme els experiments científics i els anuncis públics, i també on el públic podia consultar els llibres, dibuixos i gravats. La Sala Ovalada es va obrir el 1784 amb el científic Martinus van Marum com a director.
Una vitrina al centre de la sala exhibeix una col·lecció mineralògica del segle xviii i les vitrines que l'envolten contenen instruments científics del segle xviii. La galeria superior, que va ser dissenyada per deixar entrar la major quantitat de llum possible, compta amb dotze armaris, la major part dels quals contenen enciclopèdies i publicacions de l'època.

## Ampliacions
El museu es va anar ampliant gradualment durant els segles posteriors al seu naixement, de manera que les noves parts, que s'han mantingut gairebé sense canvis, van seguir les idees de cada època. El segle xix el museu es va ampliar amb dues galeries de pintura: la primera, del 1838, i la segona, del 1892. El 1878, amb motiu del primer centenari, l'arquitecte vienès Christian Ulrich va dissenyar una nova entrada al museu per la part del riu Spaarne, inaugurada l'any 1885; és l'actual entrada principal. Les habitacions de la part posterior de l'edifici (la sala d'instruments i la primera i segona sales de fòssils) van ser dissenyades per l'arquitecte de Haarlem A. van der Steur. Al mateix temps es va ampliar la biblioteca i es va incorporar un auditori amb 150 seients. Un segle més tard, el 1996, es va afegir al museu una nova ala gran dissenyada per Hubert-Jan Henket. El 2002 s'hi va annexar una propietat adjacent que serveix per a allotjar la botiga del museu i la sala multimèdia.

## Col·lecció

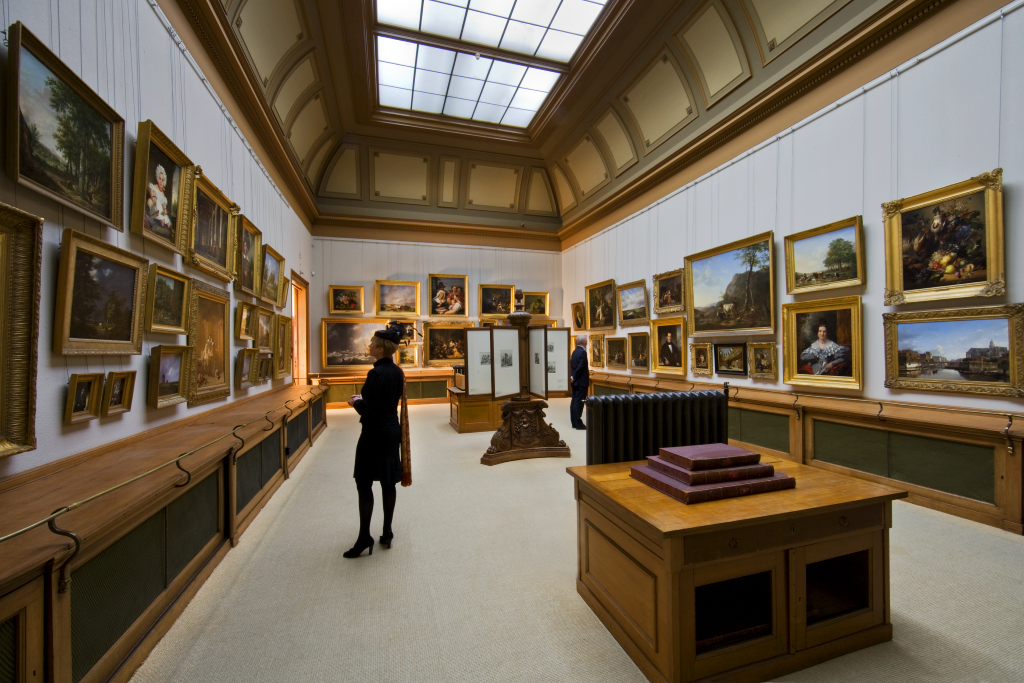
Primera galeria de pintures (1885)

El Museu Teyler mostra una eclèctica col·lecció dels fòssils (com per exemple el fòssil d'un arqueòpterix), minerals, instruments científics, medalles, monedes i pintures.
En la seva pròpia contribució al desenvolupament de les ciències naturals, el primer director del museu, Martinus van Marum, va utilitzar les instal·lacions del Museu Teyler per investigar l'electricitat estàtica. Van Marum també va comprar material fòssil com el mosasaure per a l'estudi dels fòssils. Per demostrar els principis de la hidràulica va encarregar models de molins i grues. A més, es van dur a terme experiments amb el gran generador electroestàtic per difondre el coneixement natural i cultural. Aquest generador, el més gran del món, va ser construït el 1784 per John Cuthbertson a Amsterdam. Es van impartir conferències i es va publicar literatura científica.
El Museu Teyler és famós per la seva extensa col·lecció de gravats i dibuixos. De fet, una de les primeres adquisicions que va dur a terme la fundació en el 1789 fou la col·lecció de gravats en possessió dels hereus de Livio Odescalchi, noble romà que havia heretat la col·lecció d'art de Cristina de Suècia i l'havia ampliada extensivament. Entre els gravats i dibuixos es troben 25 obres de Michelangelo Buonarroti —entre elles, els estudis preliminars per al fresc del sostre de la Capella Sixtina— així com obres de Raffaello Sanzio, Guercino i Claude Lorrain. Alhora el museu conté gairebé tota l'obra gràfica de Rembrandt van Rijn i Adriaen van Ostade. El Museu Teyler guarda una col·lecció de més de 10.000 dibuixos magistrals i al voltant de 25.000 còpies; una part dels gravats i dibuixos es mostren a una sala especialment preparada construïda darrere de la Sala Ovalada. Encara que la biblioteca científica només es pot visitar amb cita prèvia, part de la seva col·lecció es pot veure a l'anomenada Sala dels Llibres Estranys.
Les Galeries d'Art exposen un recull d'obres de l'Escola Romàntica Holandesa i la posterior Escola de la Haia i d'Amsterdam, incloent les principals obres de Barend Cornelis Koekkoek, Andreas Schelfhout, Cornelis Springer, Hendrik Willem Mesdag, Jan Willem Pieneman, Anton Mauve, Jacob Maris, Johan Hendrik Weissenbruch, George Hendrik Breitner, Jozef Israëls i Isaac Israëls. L'ampliació del museu de 1996, dissenyada per Hubert-Jan Henket, s'utilitza per acollir exposicions temporals, com la de 2007 sobre John James Audubon. El Museu Teyler (per mitjà de Van Marum) va estar subscrit a la cabdal obra d'Audubon The Birds of America des del 1827 i fins al 1838, quan es va deixar de publicar.
La missió original de Teylers Tweede Genootschap, la segona societat, és impulsar tant la investigació, com l'educació. Després de la mort de Van Marum, el Teyler va continuar captant científics de gran prestigi com a conservadors. El Premi Nobel de Física Hendrik Lorentz va ser nomenat conservador del Gabinet de Física el 1910, i ocupà el càrrec fins que va morir el 1928. Al moment del seu nomenament, Lorentz es trobava al punt més àlgid de la seva carrera científica i va ser una figura central de la comunitat internacional de físics. Sota el seu lideratge, el Museu Teyler va dur a terme recerca científica en camps tan diversos com l'òptica, l'electromagnetisme, l'espectre radioelèctric i la física atòmica. Lorentz va ser succeït pel físic i músic Adriaan Fokker.
També es conserven intactes els comptes de totes les adquisicions, ampliacions, salaris i compres, dia a dia des de 1778, el llibres de visites des de 1789 i les actes de les reunions de la junta del museu des de 1778.

## Valor patrimonial

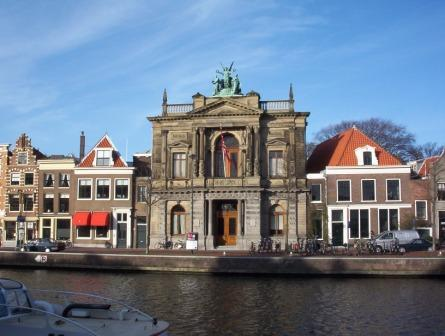
L'entrada del Museu Teyler vist des de l'altre costat del riu Spaarne

El Museu Teyler és un dels diversos monuments històrics (Monuments Nacionals) que hi ha a la ciutat de Haarlem. La justificació de la distinció indicava que «el Museu Teyler, respecte a la història cultural i arquitectònica, forma un conjunt de gran valor general, ja que és el primer museu públic creat als Països Baixos, tant els seus exterior com els interiors han sobreviscut en un estat excepcionalment ben conservat i l'arquitectura i la decoració són característics, així com els ideals de finals del segle xviii i segle xix pel que fa a la funció i el desenvolupament d'un museu. Amb una façana ricament decorada davant el riu Spaarne i la singularitat dels sostres al llarg del Nieuwe Appelsteeg, el Museu Teyler té un alt valor al paisatge urbà de Haarlem, que els governs tenen sota la seva protecció. […] La façana principal és un element significatiu de la fila de façanes contigües al llarg del riu Spaarne».
El Museu Teyler està inclòs a la llista dels 100 millors monuments dels Països Baixos, elaborada el 1990 pel Departament de Conservació d'aquest país. El desembre de 2011 el govern neerlandès va proposar que es declarés el museu Patrimoni de la Humanitat per la UNESCO, basant-se en la seva llarga història com a institució pública de coneixement i els seus continus esforços per preservar l'accés del públic a les seves col·leccions. El veredicte sobre la seva incorporació definitiva a la llista es preveu (2012) que es faci públic previsiblement a l'estiu de 2013.